# 賽特邁L型突擊步槍
CETME 5.56突擊步槍（賽特邁5.56型）是一款由西班牙賽特邁公司（CETME）研製的滾輪延遲反衝式突擊步槍，此槍曾經為西班牙軍隊的制式步槍，現在已被HK G36E完全取代。

## 歷史
在1960年代中期，賽特邁（CETME）公司就開始嘗試研製小口徑步槍，最初的型號是在賽特邁B型步槍的基礎上更改為發射5.56×45mm小口徑步槍彈，並稱為CETME E型。在經過持續的研究，並參考了多款歐美國家的成熟產品（如：HK G41、FN FNC和M16），賽特邁公司的小口徑步槍研製工作終在1980年完成，定型產品為CETME L型，5.56毫米口徑。在1981-1982年期間，賽特邁公司向西班牙軍隊提供了約1,000支L型突擊步槍進行試驗，在1984年又推出了L型突擊步槍的卡賓型，命名為LC型。1985年春季，L型和LC型正式投產並裝備西班牙軍隊，逐步替換原本的7.62毫米口徑CETME自動步槍。L型主要供步兵使用，而LC型則供給機械化部隊和特種部隊使用。在1999年，這種步槍開始被HK G36E突擊步槍逐步取代。但直至2001年阿富汗戰爭、伊拉克戰爭和俄羅斯入侵烏克蘭當中仍然能夠看見此槍的蹤影。

## 設計

### 槍機／發射原理／發射機構
與其他賽特邁步槍一樣，賽特邁L型也是使用滾柱閉鎖原理，總體設計與HK33相似，但外形上卻有很大的區別。L型在槍機體上增加了一個機頭卡扣，這個機頭卡扣既能防止閉鎖後槍機反跳開鎖，還能在槍機後坐的最初階段增大後坐阻力，提高延遲後坐的效果。其擊發機構也類似於HK33，點射控制機構採用的是棘輪式阻鐵，由彈簧挺桿的尾端帶動。

### 瞄準具
L型和LC型皆採用了簡單的L形翻轉式表尺，這表尺只有200米和400米兩個分劃，柱形準星和覘孔式照門上都有氚光標記，能夠在夜間使用。

### 供彈
在供彈方面，此槍對應所有STANAG彈匣，但也能使用12發的特製彈匣，此彈匣主要是在閱兵時使用。較早期的型號更能對應特製的20發與30發彈匣。
此槍採用的制式彈匣是鋼製的，並曾出現過不少問題，例如：不能正常供彈、彈匣在插入步槍時被卡住（有的甚至無法裝到步槍上）等。儘管如此，基於成本問題，西班牙士兵無法扔棄這些彈匣，有些士兵甚至因丟失彈匣而遭到懲罰。這令到士兵們開始著手處理這些問題，例如：私自購買一些非制式彈匣，及在北約聯合行動時尋找美軍士兵丟棄的彈匣等。

### 槍管膛線
槍管的膛線纏距有305 mm或178 mm兩種，因此可以發射M193彈或SS109彈。但由於槍管內膛沒有鍍鉻，使得消焰器需要安裝槍榴彈發射裝置才能發射22毫米槍榴彈。

### 槍管／槍托
L型步槍採用固定式塑料槍托，因此槍膛軸線與抵肩點接近，這種設計有利於提高射擊穩定性，尤其是全自動射擊時；LC型步槍則採用較短的槍管和伸縮式金屬槍托，除不能安裝槍榴彈發射裝置和刺刀外，其他方面與L型相同。

## 使用國
- 西班牙
  - 西班牙軍隊：已被HK G36E所取代。

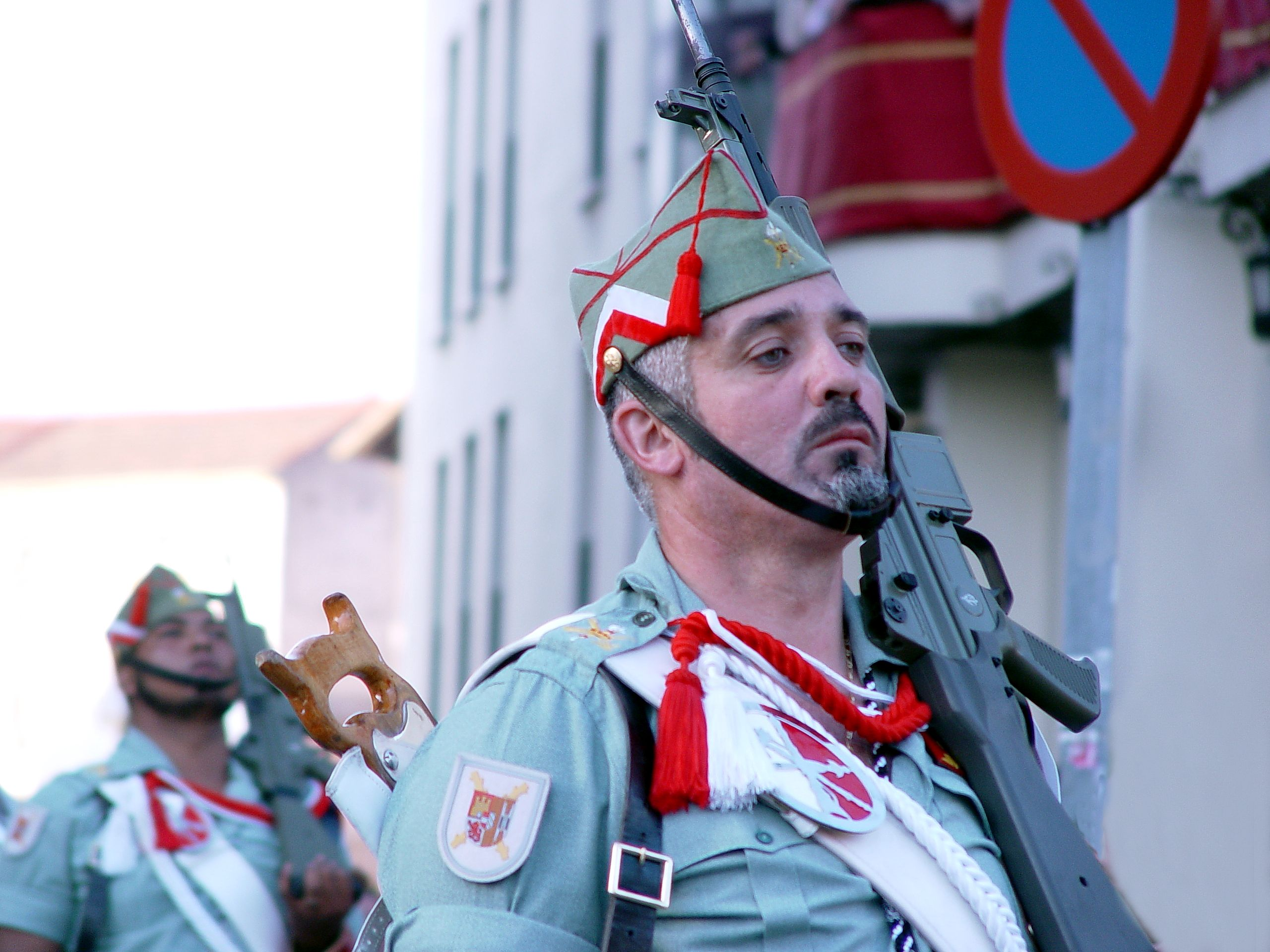
西班牙士兵

- 乌克兰—俄羅斯入侵烏克蘭期間由西班牙軍援。
  - 烏克蘭武裝部隊

## 另見
- HK G3自動步槍
- HK G36突擊步槍
- HK33突擊步槍
- HK G41突擊步槍
- M16突擊步槍
- FN FNC突擊步槍
- SIG SG 540突擊步槍

## 外部連結
- GD Santa Bárbara Sistemas—manufacturer's site （页面存档备份，存于）
- Modern Firearms